# タケシマラン属
タケシマラン属（タケシマランぞく、学名：Streptopus、和名漢字表記：竹縞蘭属）はユリ科の属の一つ。

## 特徴
多年草。茎は1本立ちするか、2-3枝に分枝する。葉は互生し、基部は茎を抱くものがある。花は葉腋から細い花柄をだし、1回ねじれて下向きにつく。花被片は6個あり、白緑色または淡紅色で、離生し先端が反り返る。雄蕊は6個。子房は上位で3室あり、多数の胚珠がある。果実は液果で球状になり、赤く熟す。
北半球に約10種あり、日本には2種が生育する。

## 種

### 日本の種
- オオバタケシマラン Streptopus amplexifolius (L.) DC. -日本の本州中部以北、北海道のほか、千島、樺太、朝鮮、中国、アムール、カムチャツカ、シベリア東部、北アメリカに分布
- タケシマラン Streptopus streptopoides (Ledeb.) Frye et Rigg subsp. japonicus (Maxim.) Utech et Kawano -日本の本州中北部に分布
  - ヒメタケシマランStreptopus streptopoides (Ledeb.) Frye et Rigg subsp. streptopoides -日本の本州中部以北、北海道のほか、樺太、シベリア東部、北アメリカ西部に分布

### 外国の種
- Streptopus chatterjeeanus S.Dasgupta -シッキム
- Streptopus koreanus (Kom.) Ohwi -中国、朝鮮
- Streptopus lanceolatus (Aiton) Reveal -北アメリカ
- Streptopus obtusatus Fassett -中国
- Streptopus ovalis (Ohwi) F.T.Wang & Y.C.Tang -中国、朝鮮
- Streptopus parasimplex H.Hara & H.Ohashi -ネパール、ブータン
- Streptopus parviflorus Franch. -中国
- Streptopus simplex D.Don -ヒマラヤ、ミャンマー

## ギャラリー
- オオバタケシマラン
- タケシマラン
- Streptopus lanceolatus